# Cornelio Frangipane
Cornelio Frangipane, dit l'Ancien, né le 8 septembre 1508 à Tarcento, et mort dans cette même ville le 26 août 1588, est un avocat et littérateur italien.

## Biographie
Issu de la maison de Castello dans le Frioul, il nait au commencement du XVIe siècle. Après avoir terminé ses études d’une manière brillante, il fréquente le barreau à Venise et ne tarde pas à fixer sur lui l’attention publique par ses talents oratoires. Il est chargé plusieurs fois de complimenter les nouveaux doges au sujet de leur élection et porte la parole dans d’autres occasions d’éclat. Il fait en 1558 le voyage de Vienne, pour défendre un certain Matthias Hofer accusé d’homicide, et prononce à ce sujet devant l’empereur un discours qui sauve son client. Frangipane fait de la poésie son délassement ; et l’on trouve de lui, dans les recueils du temps, quelques pièces de vers assez agréables. Il meurt en 1588.

## Œuvres
Outre les discours qu’on vient de citer, on connaît de lui :
- Une Traduction en italien des Oraisons de Cicéron pour Marcellus, Ligarius et Déjotarus ; elles sont imprimées dans le recueil des Diverse orationi par Francesco Sansovino, Venise, 1561, 1562 et 1569, in-4°, et dans la Raccolta d’alcune orationi d’uomini illustri, Padoue, 1690, in-12. La traduction de l’oraison pour Ligarius a été réimprimée seule dans la Raccolta di prose e poesie a uso delle regie Scuole, Turin, 1744, in-8° ;
- Helice. Rime, et versi di vari compositori de la patria del Frioli, sopra la fontana Helice. Venise, 1566, in-4°. Ce rare volume contient la description en prose d’une magnifique fontaine que Frangipane avait fait construire dans son délicieux jardin de Tarcento et les vers italiens ou latins par lesquels ses compatriotes l’avaient célébrée à l’envi.

## Sources
- « Frangipane (Cornelio) », dans Louis-Gabriel Michaud, Biographie universelle ancienne et moderne : histoire par ordre alphabétique de la vie publique et privée de tous les hommes avec la collaboration de plus de 300 savants et littérateurs français ou étrangers, 2e édition, 1843-1865 [détail de l’édition]